# Modiomorphida
Ordre
Les Modiomorphida sont un ordre fossile de mollusques bivalves marins dans l'infra-classe des Heteroconchia.

## Historique
L'ordre fossile des Modiomorphida est décrit en 1969 par le paléontologue américain Norman Dennis Newell (1909-2005),,.

### Fossiles
Cet ordre fossile des Modiomorphida a 1 349 collections référencées de fossiles. Ces collections de fossiles sont du Dawien de l'Ordovicien inférieur à l'Oxfordien du Jurassique supérieur, c'est-à-dire datent de 478,8 à 154,8 Ma avant notre ère.

### Genres inclus sans super-famille
Selon Paleobiology Database en 2025, cet ordre fossile des Modiomorphida a aussi trois genres inclus  :
- †Brahcylyrodesma Pojeta and Gilbert-Tomlinson 1977
- †Junjagiana ?,?
- †Rimmyjmima ?,?

## Liste des super-familles et familles
Selon Paleobiology Database et WoRMS en 2025, cet ordre fossile des Modiomorphida a une seule ou deux super-familles fossiles :
- † Modiomorphoidea S. A. Miller, 1877 avec six familles fossiles[2],[3] :
  - †Allodesmatidae Dall, 1895
  - †Cypricardiniidae Ulrich, 1894
  - †Hippopodiumidae L. R. Cox, 1969
  - †Modiomorphidae S. A. Miller, 1877
  - †Palaeopharidae Marwick, 1953
  - †Tusayanidae Scarlato & Starobogatov, 1979
- † Cycloconchacea Ulrich 1884 avec une seule famille[2] :
  - †Cycloconchidae Ulrich 1884 : Cette famille est aussi déclarée par PaleoDB dans l'ordre des Actinodontida[4]

### Publication originale
- [1969] (en) Norman Dennis Newell, « Subclass Palaeoheterodonta Newell, 1965, and Order Modiomorphoida Newell, new order [diagnoses]. In R. C. Moore, ed., Treatise on Invertebrate Paleontology, Part N. Mollusca 6, Bivalvia », Geological Society of America & University of Kansas, Boulder & Lawrence, vol. 1–2,‎ 1969, p. 393.